# Валя Балканска
Валя Младенова Балканска (родена Фейме Кестебекова в българо-мохамеданско семейство, 8 януари 1942 г. в с. Арда, България) е българска народна певица от Родопската фолклорна област, популярна най-вече със своето изпълнение на народната песен „Излел е Делю хайдутин“, което е включено в Златната плоча на Вояджър на американските космически апарати „Вояджър 1“ и „Вояджър 2“.
Кариерата на Валя Балканска започва през 1960 година, като солистка в Държавния ансамбъл за народни песни и танци „Родопи“ − Смолян. По повод 60-ата си годишнина и за изключителни постижения в областта на певческото изкуство през 2002 г. Валя Балканска е наградена с орден „Стара планина“. През 2003 година получава Награда „Нестинарка“ на Международния фолклорен фестивал в Бургас. Номинирана е за държавната награда „Св. Паисий Хилендарски“ за 2005 г. През декември 2005 г. народната певица получава своята звездна плоча в българската Алея на славата. За нея дъщерята на Николай Хайтов, Елена Хайтова, пише книгата си „Сама сред звездите“.

## Излел е Делю Хайдутин
Най-известният ѝ запис − самостоятелно изпълнение на песента „Излел е Делю хайдутин“ − е направен в края на 60-те години на ХХ век от американския изследовател на българския фолклор Мартин Кьонинг и е издаден на плоча в САЩ. Няколко години по-късно екземпляр от плочата попада сред закупените за прослушване записи при подготовката на Златната плоча − послание от Земята, което да полети извън пределите на Слънчевата система на борда на два идентични космически летателни апарата от програмата „Вояджър“ на НАСА. Песента е включена в окончателната 90-минутна селекция от музикални произведения от Карл Сейгън и полита най-напред на „Вояджър 2“, който е изстрелян 20 август 1977 г., а две седмици по-късно − на 5 септември 1977 г. − и на „Вояджър 1“. На 25 август 2012 г. „Вояджър 1“ става първият обект с човешки произход, който напуска Хелиосферата и навлиза в Междузвездната среда.

## Репертоар
В репертоара на Валя Балканска влизат и известните народни песни:
- А бре, юначе лудо и младо
- А га бех мома лефтера
- Агне, вакло агне
- Ветър дуе мене мрези
- Видем та се вдим познавам
- Вчера се майче отидох
- Гори ми, гори, юначе
- Горо ле, горо зелена
- Дай си ма, майчо
- Девойко, бално ли ти е
- Добре ми дойде, юначе
- Излел е Делю Хайдутин
- Какво е ново станало
- Майчинко стара майчинко
- Марудо, кузум Марудо
- Мома сези на йодриво
- Момиченце, малачичко
- Момнеле мари хубава
- Проводи ма, майчинко
- Пукни са, тресни са юначе
- Развявай Кольо, байрака
- Руса девойка липсала
- Севдитце пиле шарено
- Страхил е страшен войвода
- Събрали са се моми ли млади невести
- Събрали са се събрали
- Сьодните, севдим, сьодните
- Триста са пушки пукнали
- Хайдутине се молеха
- Шар планино
- Яла ми яла девойко